# Kwas oksynerwonowy
Kwas oksynerwonowy – organiczny związek chemiczny z grupy nienasyconych hydroksykwasów karboksylowych. Hydroksylowa pochodna kwasu nerwonowego.